# داریوش دولتشاهی
داریوش دولتشاهی (زاده ۱۳۲۶ تهران) آهنگساز و نوازندهٔ ایرانی است.
داریوش دولتشاهی در سال ۱۳۲۶ در تهران زاده شد و با آنکه در ابتدا به موسیقی علاقه‌ای نداشت، به اصرار پدرش در  ۱۰سالگی، نخستین گام‌ها را در دنیای موسیقی برداشت.

## تحصیلات
داریوش دواتشاهی تحصیلات نخستین و میانی را در هنرستان موسیقی ملی گذرانده و در سال ۱۳۴۴ یعنی از هجده سالگی، در دانشکده هنرهای زیبای دانشگاه تهران به ادامه تحصیل پرداخت. او در دانشکده هنرهای زیبا که هم موسیقی سنتی و هم موسیقی بین‌المللی تدریس می‌شد، مبانی موسیقی علمی را نزد توماس کریستیان داوید، استاد اتریشی و رهبر ارکستر رادیو تلویزیون ملی ایران آموخت و پایه‌های موسیقی سنتی را نزد استادانی چون علی‌اکبرخان شهنازی، نورعلی‌خان برومند حبیب‌الله صالحی و ... استوار ساخت. وی به گفته خودش، با وجود آنکه در آن زمان بیش از ۱۰ سال در زمینه موسیقی سنتی کار کرده بود، در دانشگاه افسون جذبه‌های موسیقی بین‌المللی شد و برای ادامه کار، رشته آهنگ‌سازی را برگزید. او در سال ۱۳۵۰ موفق به دریافت یک بورس تحصیلی از دولت هلند شد و چهار - پنج سالی را در آن کشور به‌سر برد. او درجه دکترایش در آهنگ‌سازی و موسیقی الکترونیک را در سال ۱۳۶۰ از دانشگاه کلمبیا دریافت کرد.

## فعالیت
فعالیت‌های هنری داریوش دواتشاهی، راه ورود او را به جشنواره‌های بین‌المللی هموار کرد و در ایران نیز در جشن هنر پنجم، فرهاد مشکات کاری از او را با عنوان «انترودوکسیون و روندو» با ارکستر مجلسی رادیو تلویزیون ملی ایران به اجرا درآورد و دو سال بعد در هفتمین جشن هنر، آفریده دیگر او با عنوان «ماه مه ۱۹۷۳» با همان ارکستر، اجرای نخستین خود را پیدا کرد. «روتاسیون برای سازهای بادی» کار بعدی او است که یک سال بعد در جشنوارهٔ موسیقی پیشرو در آمستردام اجرا شد. روتاسیون یکی از ۱۶ اثری بود که از میان ۴۰۰ قطعه برای جشنواره برگزیده شده بود. آفریده‌های وی در بازگشت به ایران، به‌طور ثابت در رپرتوار ارکستر سمفونیک تهران و ارکستر مجلسی رادیو تلویزیون ملی ایران جای گرفت و علاوه بر آن، برای اجرا در چند جشنواره برون‌مرزی موسیقی پیشرو، برگزیده شد. دولتشاهی چندی بعد، دو سه سالی پیش از انقلاب، برای ادامه تحصیلات بیشتر رهسپار ایالات متحده آمریکا شد؛ سفری که بازگشتی در پی نداشت. او درجه دکترایش در آهنگ‌سازی و موسیقی الکترونیک را در سال ۱۳۶۰ از دانشگاه کلمبیا دریافت کرده و از آن پس، به عنوان آهنگ‌ساز، سخنران و اجراکننده در بسیاری از جشنواره‌ها، مسابقات و گردهمایی‌های موسیقی‌شناسی شرکت جسته است.
داریوش کوشش بسیار به کار برده تا آمریکاییان را با موسیقی سنتی ایران آشنا کند. برای این کار، در تالار «رسیتال کارنگی هال» در نیویورک نیز برنامه‌های متعدد تک‌نوازی با تار برگزار کرده است..

## آثار
- ۱۲ قطعه کوتاه برای پیانو
- اتود برای فلوت و کلارینت
- قطعه‌ای برای ارکستر زهی به نام «این‌زکت»
- قطعات به هم پیوسته‌ای به نام «وقتی که ماه نجوا می‌کند»
- باغ پروانه‌ها
- نجوای ماه
- چشم سوم